# Pom de dalt

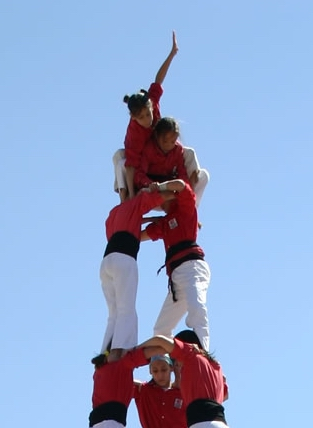
Pom de dalt i pis de quints, d'un 3 de 8 dels Castellers de Barcelona del 2005, abans de l'adopció generalitzada del casc

El pom de dalt és el conjunt de canalla situat a dalt de tot del castell i que completa els darrers tres pisos. Està format per la parella de dosos, l'aixecador i l'enxaneta. La majoria d'estructures castellers estan formades per un sol pom, a excepció de les construccions de 5 (5 de 7, 5 de 8…) que tenen 2 poms, el 9 de 7 i 9 de 8 que en tenen 3, i el 12 de 7 que es fa amb 4 poms.
Pel que fa a la peculiar estructura actual dels dos últims pisos, convé recordar que prové dels dos membres que culminaven drets les construccions d'ara fa tres-cents anys. La part superior de la dansa dels valencians, que Els Xiquets de Valls van adoptar com a pròpia el segle xviii, era la mateixa que encara conserven les muixerangues d'algunes poblacions valencianes, en les que l'aixecador és l'encarregat d'elevar (aixecar) l'enxaneta que prèviament s'ha posat dret sobre la seva esquena.
L'espectacular creixement en alçada que aquelles inicials "torretes" valencianes van adquirir a Valls durant la segona mitat del segle xix, va provocar, en el marc d'una intensa rivalitat entre les dues colles, que els dos nois que les coronaven quedessin mica en mica més acotats. Tot i així, en els pocs testimonis gràfics de les grans construccions de l'anomenada "època d'or" encara s'hi pot veure alguna vegada l'enxaneta dret sobre l'esquena de l'aixecador.
Malauradament, la represa del segle xx, després de la decadència iniciada a l'acabament del segle anterior, es va fer sense altres referències que les que s'havien conservat entre els aficionats, i les construccions es van culminar continuant allò que s'havia vist fer unes dècades abans a les mítiques colles vallenques. A partir d'aquí, doncs, l'aixecador no es va aixecar mai més, i l'enxaneta es va limitar a travessar-lo, anant d'espatlla a espatlla dels dosos. Tot i així, es va heretar la manera de comptar els pisos que, d'acord amb els orígens, atorgava una alçada completa a l'aixecador i l'enxaneta.
Des de l'estiu de 2006 diverses colles amb el suport de la CCCC van començar a proporcionar als seus castellers del pom de dalt, un casc protector per a evitar lesions cranials en cas de caiguda. L'èxit de la mesura va fer que la Coordinadora de Colles aprovés l'any 2012 l'ús obligatori del casc casteller a totes les posicions del pom de dalt de les colles castelleres convencionals, i des del setembre de 2014 també a les colles castelleres universitàries.